# Отвличане
| 1  | Колумбия    | Мексико   | Мексико    |
| 2  | Мексико     | Ирак      | Индия      |
| 3  | Бразилия    | Индия     | Пакистан   |
| 4  | Филипини    | ЮАР       | Ирак       |
| 5  | Венецуела   | Бразилия  | Нигерия    |
| 6  | Еквадор     | Пакистан  | Либия      |
| 7  | Русия и ОНД | Еквадор   | Афганистан |
| 8  | Нигерия     | Венецуела | Бангладеш  |
| 9  | Индия       | Колумбия  | Судан      |
| 10 | ЮАР         | Бангладеш | Ливан      |

В наказателното право отвличането (също похищение) е незаконно транспортиране и задържане на човек срещу волята му. Това е тежко престъпление. Отвличането обикновено, но невинаги, се извършва чрез сила или с всяване на страх. Така например извършителят може да използва оръжие, за да накара жертвата да влезе в превозно средство, но дори и жертвата да бъде подлъгана в превозното средство без насилие (например мислейки, че се качва в такси), това пак се счита за отвличане.
Отвличането може да бъде извършено с цел искане на откуп, който да се вземе в замяна на освобождаване на жертвата, или за други незаконни дейности. То може да бъде придружено с телесна повреда.
Когато целта на отвличането е да служи като средство за изнудване (жертвата да бъде освободена само ако са изпълнени определени условия), в криминален, политически, военен или друг контекст, става дума за вземане заложници.